# Oscar (voornaam)
Oscar of Oskar is een jongensvoornaam. Oorspronkelijk een Ierse jongensnaam. Het verwijst naar Iers-Gaelish mythisch personage en het betekent "vriend van een hert". Heel lang dachten diverse geleerden dat de naam oorspronkelijk Scandinavisch was, omdat Oscar I van Zweden de zoon van de Zweedse koning Jean-Baptiste Bernadotte ook die naam droeg. 

## Bekende personen
Een aantal bekende personen draagt deze voornaam:
- Oscar Aerts, Nederlands acteur
- Óscar Arias, Costa Ricaanse politicus
- Oskar Back, Oostenrijks violist
- Oskar Bengtsson, Zweeds voetballer
- Óscar Berger, president van Guatemala
- Oscar Carré, lid van een Duitse circusfamilie
- Óscar Cardozo, Paraguayaans voetballer
- Oscar Camenzind, Zwitsers wielrenner
- Óscar Díaz, Colombiaans voetballer
- Oscar van Dillen, Nederlands componist en muziekpedagoog
- Oscar Dros, Nederlands politiebestuurder
- Oscar dos Santos Emboaba Júnior, Braziliaans voetballer
- Oscar Egg, Zwitsers wielrenner
- Óscar Fabbiani, Chileens voetballer
- Oskar Fischer, Oost-Duits staatsman
- Óscar Freire, Spaanse wielrenner
- Oskar Maria Graf, Duits schrijver
- Oscar Hammerstein II, Amerikaanse songtekstschrijver
- Oscar de la Hoya, Amerikaanse bokser
- Oscar Jespers, Belgische beeldhouwer
- Oskar Kokoschka, Tsjechisch kunstenaar
- Oskar Lafontaine, Duits politicus
- Oscar Lemmers, Nederlandse schaker
- Oskari Mantere, Fins politicus
- Óscar Andrés Rodríguez Maradiaga, Hondurese kardinaal
- Oscar Malbernat, Argentijnse voetballer
- Oscar Mathisen, Noorse schaatser
- Oscar Moens, Nederlandse doelman
- Oskar Morgenstern, Oostenrijkse econoom
- Oskar Nielsen-Nørland, Deense voetballer
- Oscar Niemeyer, Braziliaans architect
- Óscar Panno, Argentijnse schaker
- Óscar Pareja, Colombiaanse voetballer en voetbalcoach
- Oscar Peter, Zwitserse kunstschaatser
- Oscar Peterson, Canadese jazzpianist en componist
- Oscar Pelliccioli , Italiaanse wielrenner
- Óscar Pereiro, Spaanse wielrenner
- Oscar Pistorius, Zuid-Afrikaans hardloper
- Oscar Pozzi, Italiaans wielrenner
- Óscar Rojas, meerdere personen
- Óscar Romero, San Salvadoraanse bisschop
- Óscar Romero, Paraguayaans voetballer
- Oskar Schindler, Tsjechisch-Duitse industrieel
- Oskar Schlemmer, Duitse kunstenaar
- Óscar Sevilla, Spaanse wielrenner
- Oscar Swahn, Zweedse schutter
- Oscar Thompson, punkzanger
- Oscar Vankesbeeck , Belgische politicus
- Oscar Wendt, Zweeds voetballer
- Oscar Wilde, Ierse schrijver en dichter
- Óscar Wirth, Chileens voetballer
- Oscar I van Zweden, Zweedse en Noorse koning
- Oscar II van Zweden, Zweedse en Noorse koning